# 吳震方
吴震方，字青坛，浙江石门县（明末清初崇德县，今属桐乡市）人，清朝政治人物。

## 生平
生于明崇祯年间。清康熙十八年（1679年）中式二甲第一名进士，选翰林院庶吉士。不久乞假南归。改陕西道监察御史。康熙二十三年（1684年），游历粤东，与屈、陈、梁佩兰有诗唱和。康熙二十六年（1687年）罢归。康熙帝南巡时，震方以辑著《朱子论定文钞》进呈，得复职。
康熙三十五年（1696年），朝廷平厄鲁特，吴震方作诗赞颂。康熙三十七年过福州，拜谒府学祠。

## 著作
吴震方著作颇丰，有《晚树楼诗稿》四卷，《读书正音》四卷，《岭南杂记》二卷、《读书质疑》二卷，辑《说铃》丛书。

## 家族
父吳爾壎。